# Françoise-Hélène Jourda

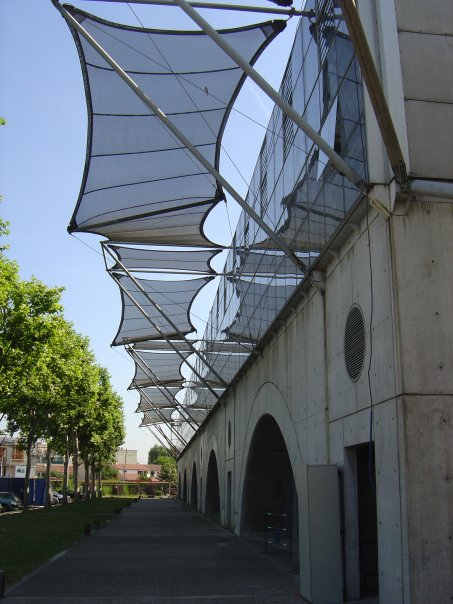
École nationale supérieure d’architecture de Lyon (Fassade)

Françoise-Hélène Jourda (* 26. November 1955 im Arrondissements von Lyon; † 31. Mai 2015 in Paris) war eine französische Architektin und Pionierin für nachhaltiges Bauen.

## Leben und Werk
Jourda studierte Architektur an der École nationale supérieure d’architecture de Lyon. Sie wurde bekannt mit ihren sozialen Wohnbauten sowie zahlreichen Rathäusern und Universitätsgebäuden. Sie initiierte 2009 den internationalen Blue Award-Architekturpreis für nachhaltige Architektur. Bereits 1996 war sie eine der Verfasser der europäischen Charta für Solarenergie.
Im Jahr 2007 wurde Jourda mit dem Global Award for Sustainable Architecture geehrt. Sie erhielt zahlreiche weitere Auszeichnungen.
Sie lehrte an Hochschulen in Frankreich, Norwegen, Großbritannien, Deutschland und in den USA. Ab 1999 war sie Professorin an der TU Wien und hatte Architekturbüros in Paris und Lyon sowie das Beratungsunternehmen für Stadtplanung eo.cité.
Françoise-Hélène Jourda starb am 31. Mai 2015 im Alter von 59 Jahren in Paris. Sie war verheiratet und hatte vier Kinder.

## Zitate
- „Nachhaltigkeit ist eine Philosophie, eine Ethik – nicht bloß eine technologische Lösung.“